# Новинский залив
Новинский залив (фин. Juustilanselkä) — пресноводный водоём на территории города Выборга Выборгского района Ленинградской области.

## Общие сведения
Площадь водоёма — 0,8 км². Располагается на высоте выше 0,3 метров над уровнем моря.
Форма водоёма лопастная, продолговатая: он вытянут с юго-запада на северо-восток. Берега изрезанные, каменисто-песчаные, преимущественно возвышенные.
Через водоём проходит Сайменский канал.
В озеро впадает река Суоккаанвирта, протекающая через озеро Конское и вытекающая из озера Краснохолмского.
С севера в водоём впадает река Малиновка.
В водоёме расположено не менее трёх безымянных островов различной площади.
Код объекта в государственном водном реестре — 01040300511102000009537.